# Arnold Schwarzenegger
  Arnold Schwarzenegger  (alemany: Arnold Alois Schwarzenegger)  (Thal, 30 de juliol de 1947) (Pronunciació anglesa: /ˈʃwɔrtsənɛɡər/, alemanya: [ˈaɐnɔlt ˈalɔʏs ˈʃvaɐtsənˌʔɛɡɐ], és un fisicoculturista, actor i polític austríac nacionalitzat estatunidenc. Va ser governador de Califòrnia des del 2003 fins al 2011.

## Biografia
Schwarzenegger va néixer a Thal, Àustria, un poble proper a la capital d'Estíria, Graz, en el si d'una família de classe mitjana. Durant l'adolescència va començar a practicar aixecament de peses i posteriorment es va fer fisioculturista. Va guanyar diversos tornejos mundials en aquesta disciplina. A finals dels anys 60 va arribar als Estats Units per primera vegada. Es va establir a Los Angeles i va obtenir la nacionalitat d'aquest país el 1983. El seu germà Meinhard va morir en un accident de cotxe el 1971 i el seu pare va morir l'any següent.
Els seus primers papers com a actor el van marcar com una estrella que només valia per a pel·lícules d'acció (en les sèries de Conan i Terminator). Va tractar de sortir d'aquest enquadrament en què l'havien instal·lat amb pel·lícules com Poli de guarderia. La seva carrera com a actor té una trajectòria irregular, en la que destaquen clàssics del cinema de ciència-ficció i acció (com Terminator I i Terminator II). De tota manera, la major part dels seus films són de factura mediocre i la seva actuació no ha rebut cap reconeixement d'importància en el món del cinema.
A finals dels anys 90, va ser intervingut quirúrgicament en una operació cardíaca. El 1986, Schwarzenegger es va casar amb la periodista Maria Shriver, neboda del President dels Estats Units John F. Kennedy. La parella va tenir quatre fills: Katherine (13 de desembre de 1989), Christina (23 de juliol de 1991), Patrick (19 de setembre de 1993) i Christopher (27 de setembre de 1997).
El 2002, la ciutat de Graz va canviar de nom el seu estadi esportiu, conegut fins aleshores com a Estadi Libernau, amb el nom d'Estadi Arnold Schwarzenegger. Malgrat això, el 2006 l'ajuntament de la ciutat va decidir que l'estadi recobrés el seu antic nom com a protesta per l'execució de Stanley "Tookie" Williams, al qual el fill predilecte de la ciutat no va concedir l'indult. Schwarzenegger va renunciar en aquest moment a aquest títol i va retornar a Graz l'anell d'honor de la ciutat que li havien concedit el 1999.

## Carrera política
Schwarzenegger pertany al Partit Republicà, tot i estar casat amb la neboda d'uns dels grans representants del Partit Demòcrata. El 2003 va ser elegit Governador de l'estat de Califòrnia en representació del Partit Republicà, càrrec que ocupà fins al 2011.
Schwarzenegger és l'immigrant que més lluny ha arribat en el món polític dels Estats Units en els últims 100 anys. Malgrat aquest fet, no hi ha cap possibilitat que pugui arribar més lluny en la seva carrera política, ja que la presidència de la nació està reservada als ciutadans nascuts als EUA.
La seva administració, de caràcter conservador, va remarcar la prohibició dels matrimonis entre homosexuals. Tot i haver reconegut en diverses ocasions que ha "utilitzat totes les substàncies existents", segons les seves paraules, va dirigir un estat en un país on la marihuana està prohibida i la seva utilització penalitzada.
En les eleccions presidencials de 2004, va donar suport a la candidatura de George W. Bush que pertany al seu partit, malgrat tot l'estat de Califòrnia va votar majoritàriament el seu oponent, John Kerry.

## Filmografia
| Any  | Pel·lícula                                 | Paper                                               | Director                                | Notes                                                  |
| ---- | ------------------------------------------ | --------------------------------------------------- | --------------------------------------- | ------------------------------------------------------ |
| 1970 | Hèrcules es torna boig                     | Heracles                                            | Arthur Allan Seidelman                  | Als crèdits com Arnold Strong                          |
| 1973 | El llarg adéu                              | Hood                                                | Robert Altman                           |                                                        |
| 1974 | Happy Anniversary and Goodbye              | Rico                                                | Jack Donohue                            |                                                        |
| 1976 | Els autèntics                              | Joe Santo                                           | Bob Rafelson                            |                                                        |
| 1977 | Pumping Iron                               | ell mateix                                          | George Butler/Robert Fiore              |                                                        |
| 1979 | Cactus Jack                                | Handsome Stranger                                   | Hal Needham                             |                                                        |
| 1979 | Deixalles valuoses                         | Lars                                                | Michael Schultz                         |                                                        |
| 1982 | Conan el Bàrbar                            | Conan                                               | John Milius                             |                                                        |
| 1984 | Conan el Destructor                        | Conan                                               | Richard Fleischer                       |                                                        |
| 1984 | Terminator                                 | Terminator                                          | James Cameron                           |                                                        |
| 1985 | Red Sonja                                  | Kalidor                                             | Richard Fleischer                       |                                                        |
| 1985 | Commando                                   | John Matrix                                         | Mark L. Lester                          |                                                        |
| 1986 | Raw Deal                                   | Mark Kaminsky, també coneguda com Joseph P. Brenner | John Irvin                              |                                                        |
| 1987 | Predator                                   | Major Alan 'Dutch' Schaeffer                        | John McTiernan                          |                                                        |
| 1987 | Perseguit                                  | Ben Richards                                        | Paul Michael Glaser                     |                                                        |
| 1988 | Danko                                      | capità Ivan Danko                                   | Walter Hill                             |                                                        |
| 1988 | Els bessons peguen dues vegades            | Julius Benedict                                     | Ivan Reitman                            |                                                        |
| 1988 | Total Rebuild                              | ell mateix                                          | Andrew Lesnie                           |                                                        |
| 1990 | Desafiament total                          | Douglas Quaid/Hauser                                | Paul Verhoeven                          |                                                        |
| 1990 | Poli de guarderia                          | Detectiu John Kimble                                | Ivan Reitman                            |                                                        |
| 1991 | Terminator 2                               | The Terminator                                      | James Cameron                           |                                                        |
| 1992 | Christmas in Connecticut                   | Man in chair in front of Media Truck                | Arnold Schwarzenegger                   | També director                                         |
| 1992 | Feed                                       | ell mateix                                          | Kevin Rafferty/James Ridgeway           | Cameo                                                  |
| 1993 | Dave, president per un dia                 | ell mateix                                          | Ivan Reitman                            | Cameo                                                  |
| 1993 | Last Action Hero                           | Jack Slater/ell mateix                              | John McTiernan                          | També productor: Nominada-Premi Razzie al pitjor actor |
| 1994 | True Lies                                  | Harry Tasker                                        | James Cameron                           |                                                        |
| 1994 | Junior                                     | Dr. Alex Hesse                                      | Ivan Reitman                            |                                                        |
| 1994 | Infern sense llei                          | ell mateix                                          | Michael Preece                          |                                                        |
| 1996 | Eraser: Eliminador                         | U.S. Marshal John 'The Eraser' Kruger               | Chuck Russell                           |                                                        |
| 1996 | Jingle All the Way                         | Howard Langston                                     | Brian Levant                            |                                                        |
| 1996 | T2 3-D: Battle Across Time                 | The Terminator                                      | John Bruno, James Cameron, Stan Winston |                                                        |
| 1997 | Batman i Robin                             | Mr. Freeze                                          | Joel Schumacher                         |                                                        |
| 1999 | End of Days                                | Jericho Cane                                        | Peter Hyams                             |                                                        |
| 2000 | The 6th Day                                | Adam Gibson/Adam Gibson Clone                       | Roger Spottiswoode                      | També productor                                        |
| 2001 | Dr. Dolittle 2                             | White Wolf                                          | Steve Carr                              | Només veu; no surt als crèdits                         |
| 2002 | Danys col·laterals                         | Gordy Brewer                                        | Andrew Davis                            |                                                        |
| 2003 | Terminator 3: La rebel·lió de les màquines | Terminator                                          | Jonathan Mostow                         |                                                        |
| 2003 | El tresor de l'Amazones                    | Bar Patron                                          | Peter Berg                              | Cameo; no surt als crèdits                             |
| 2004 | La volta al món en 80 dies                 | Prince Hapi                                         | Frank Coraci                            |                                                        |
| 2005 | The Kid & I                                | D'ell mateix                                        | Penelope Spheeris                       | Cameo                                                  |
| 2006 | Cars                                       | Sven                                                | John Lasseter                           | Només veu; no surt als crèdits                         |
| 2009 | Terminator Salvation                       | The Terminator                                      | McG                                     | no surt als crèdits cameo                              |
| 2010 | Els mercenaris                             | Trent "Trench" Mauser                               | Sylvester Stallone                      | Cameo; no surt als crèdits                             |
| 2014 | The Expendables 3                          | Trent "Trench" Mauser                               |                                         |                                                        |
| 2015 | Maggie                                     | Wade Vogel                                          |                                         |                                                        |
| 2015 | Terminator Genisys                         | T-800 "Model 101"/ Guardià                          |                                         |                                                        |
| 2017 | Killing Gunther                            | Robert "Gunther" Bendik                             |                                         | Directe a web tv                                       |
| 2019 | Terminator: Dark Fate                      | T-800 "Model 101"/ Carl                             | Tim Miller                              |                                                        |